# Plys' Hafferlaf Halloween
Plys' Hafferlaf Halloween er en animeret Peter Plys film fra 2005 skabt af Walt Disney Pictures. Filmen blev udgivet direkte-til-video den 13. september 2005.

## Handling
Hafferlaffen skal for første gang holde Halloween med Kængubarn og alle de andre venner i Hundredemeterskoven.